# Brasília

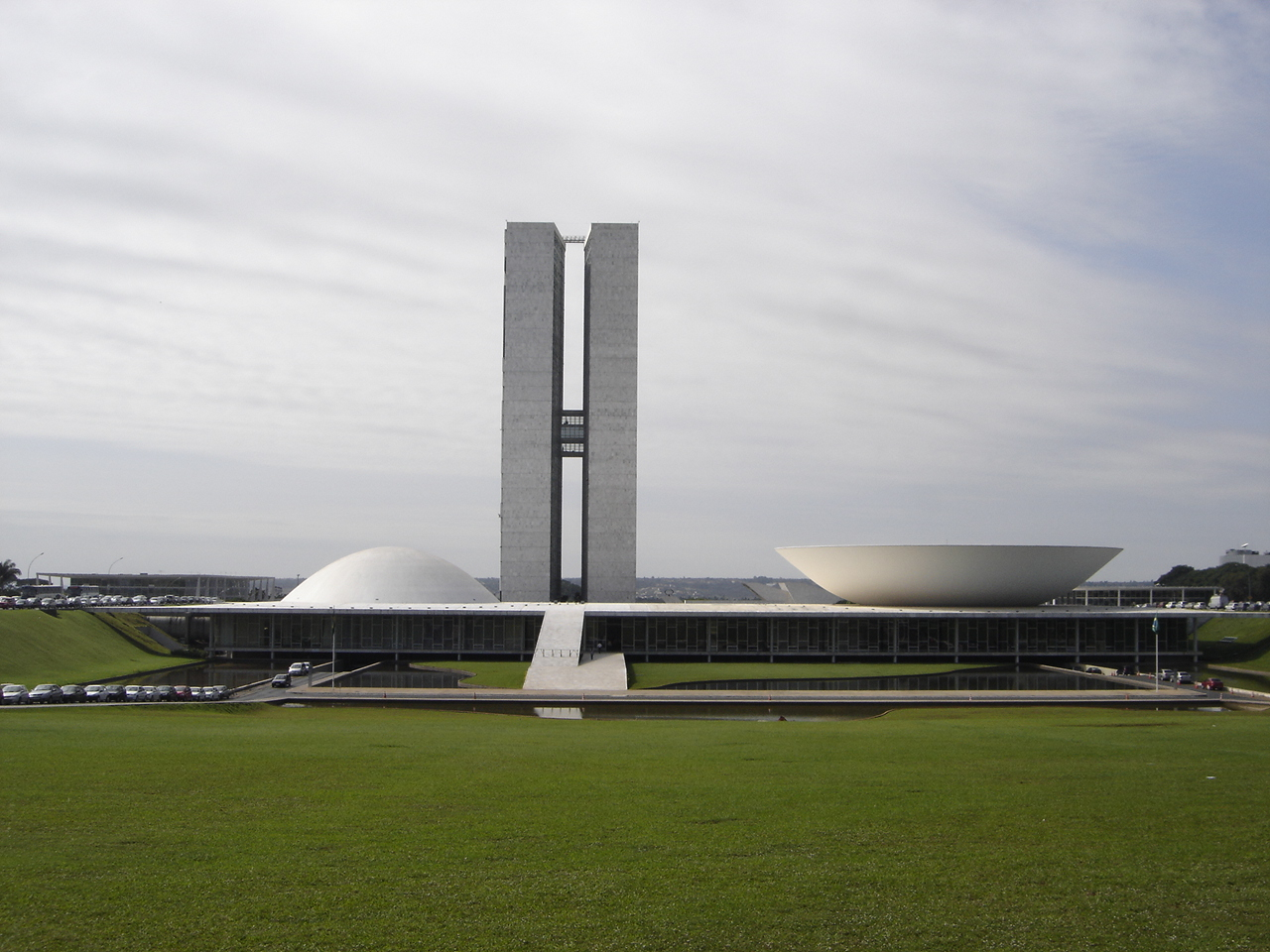
Brazylijski parlament (Congresso Nacional do Brasil) z 1960 roku autorstwa architekta Oscara Niemeyera uchodzi za arcydzieło modernistycznej architektury

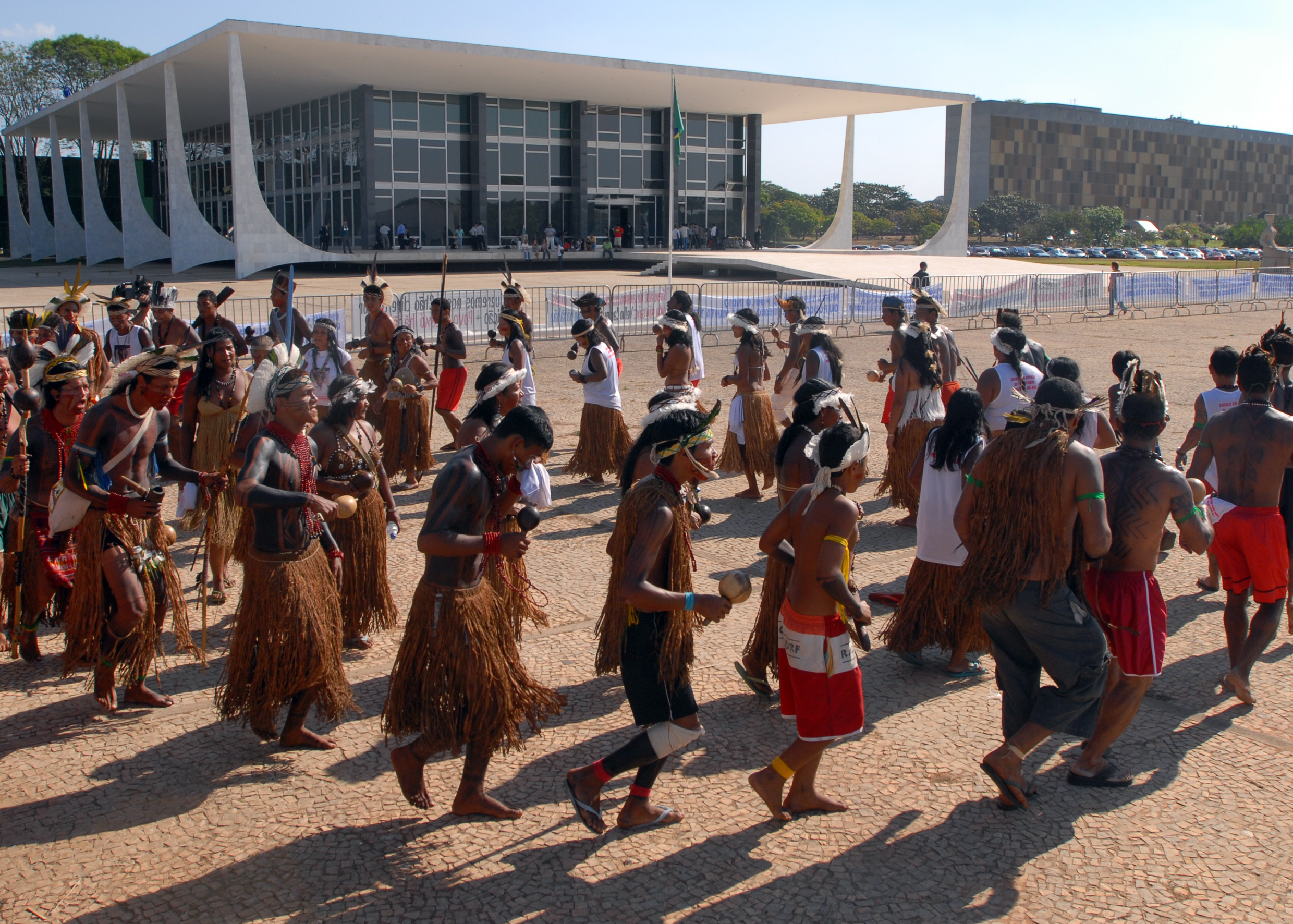
Brazylijscy Indianie na tle Sądu Najwyższego (Supremo Tribunal Federal)

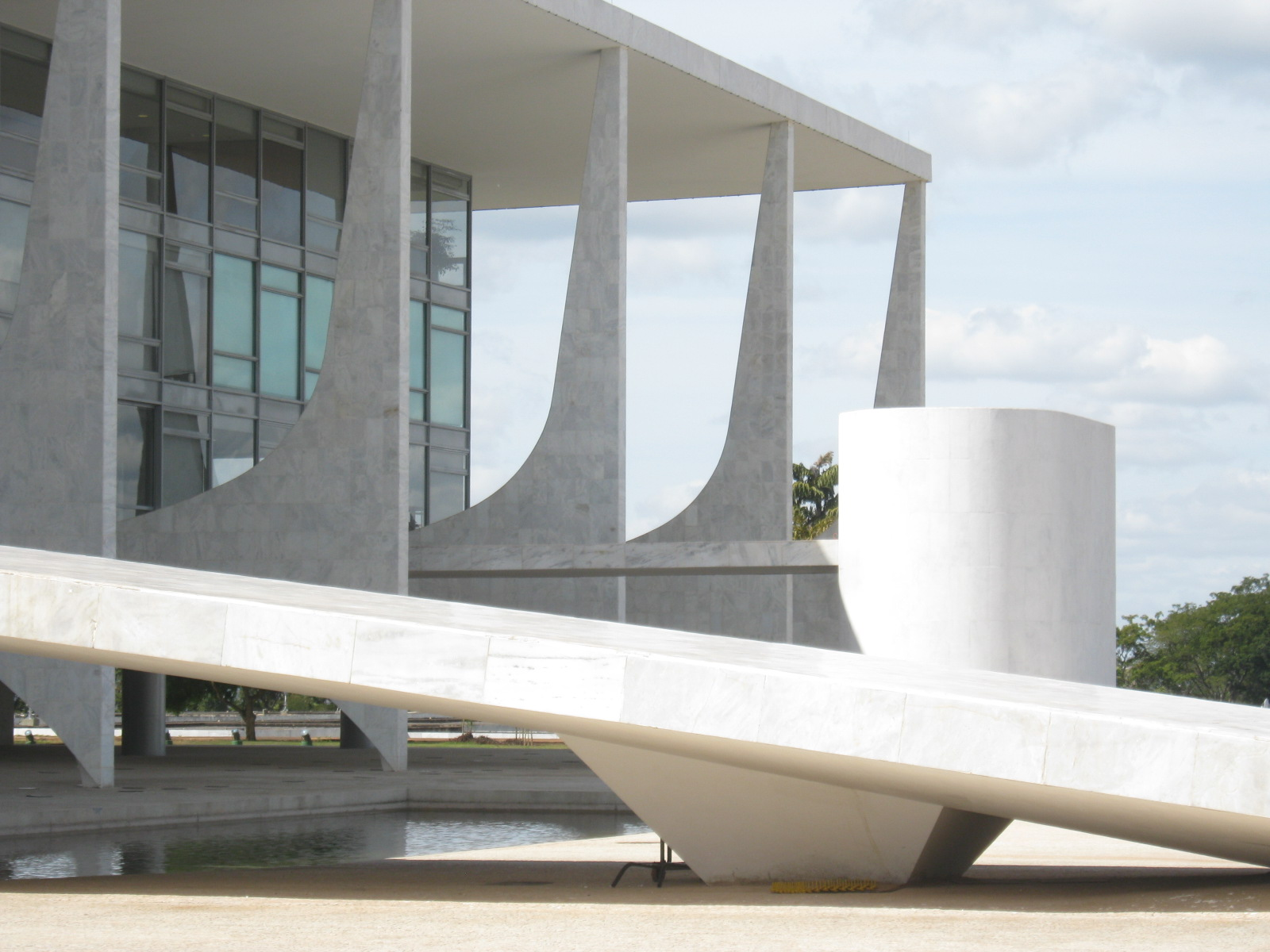
Palácio do Planalto – siedziba prezydenta

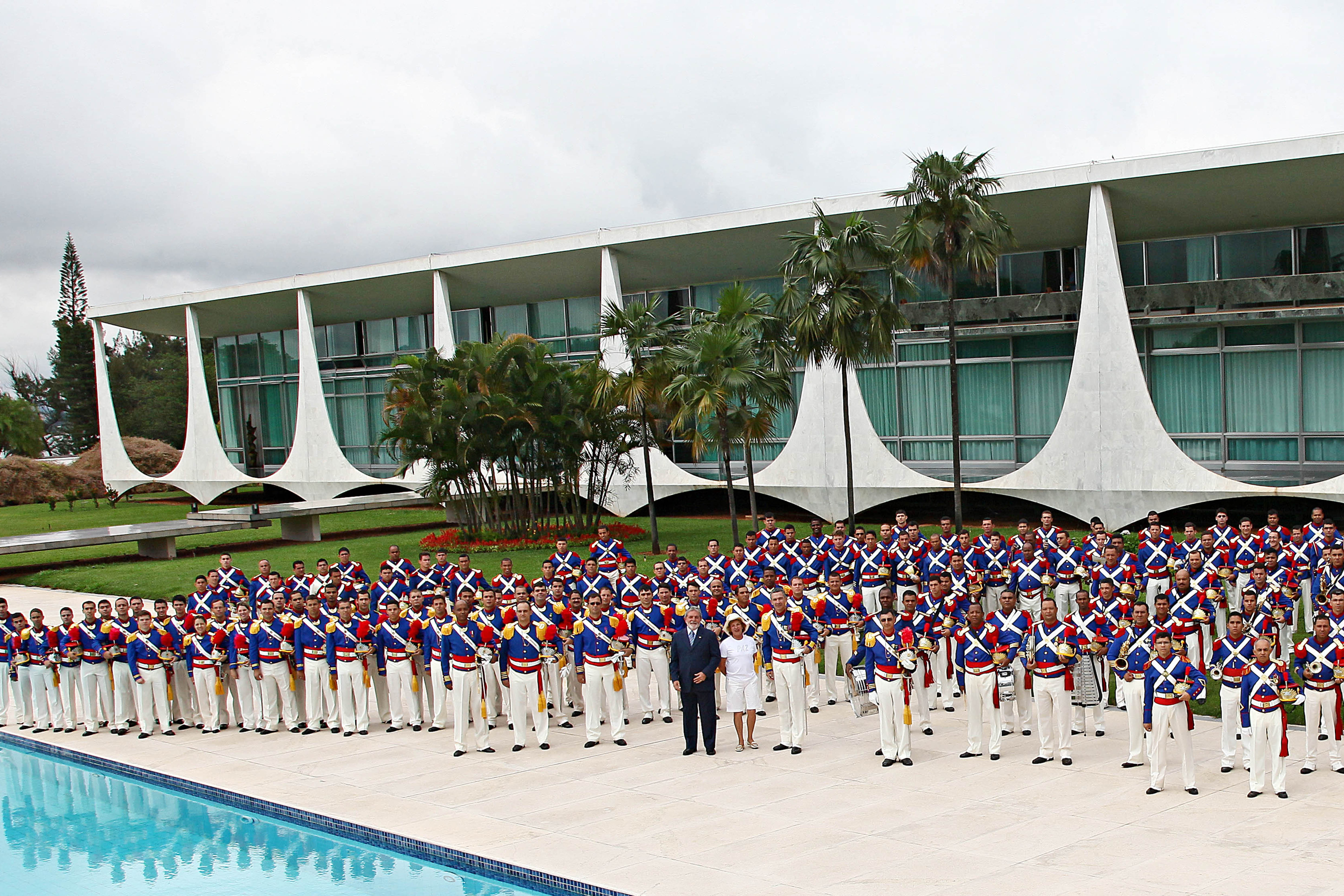
Palácio da Alvorada – rezydencja prezydenta ze stawem, boiskiem i basenem nad jeziorem Paranoá

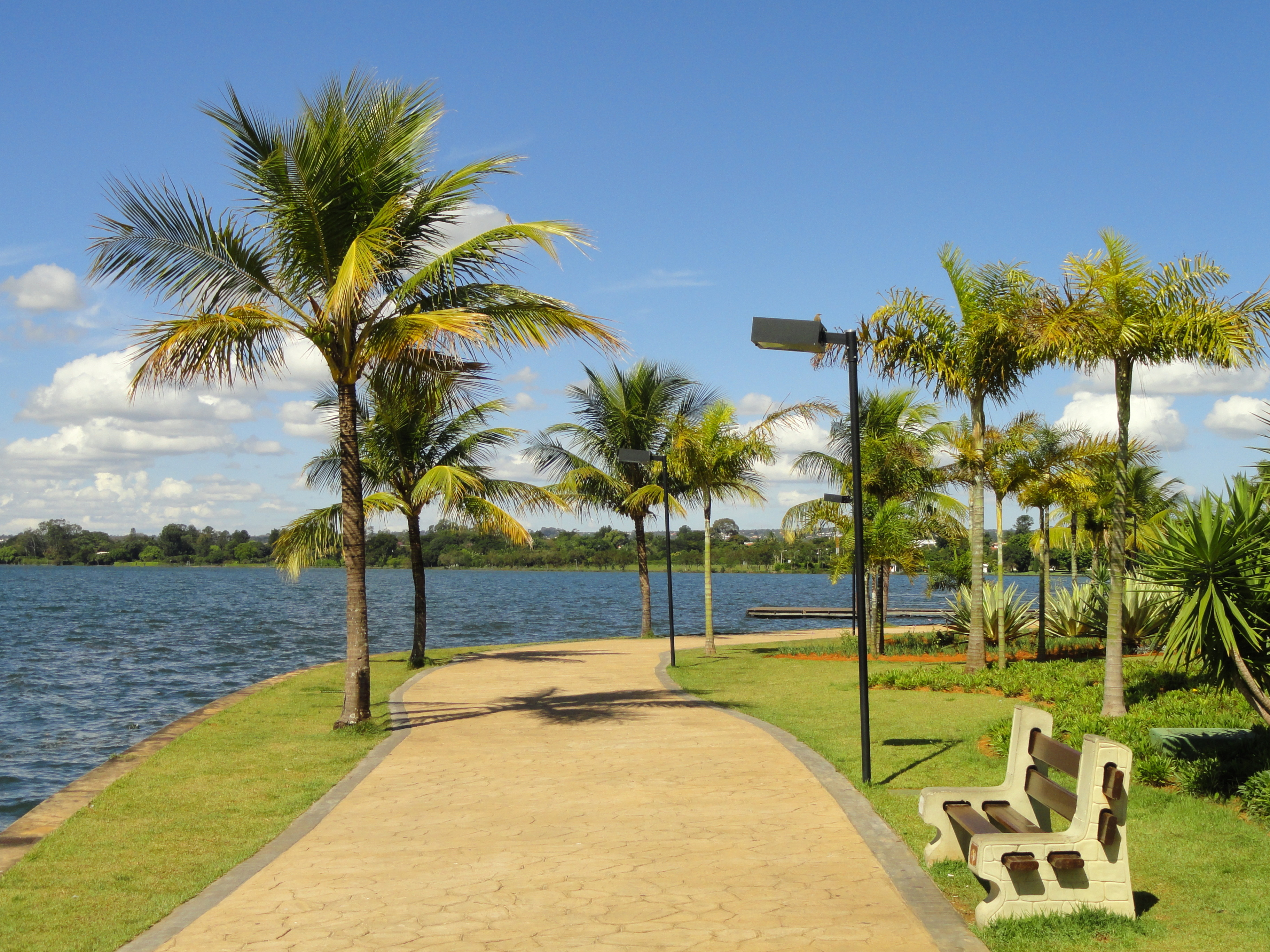
Lago Paranoá to jedna z głównych atrakcji i miejsc do uprawiania sportu

Brasília (wym. [bɾaˈziʎɐ]) – stolica Brazylii i siedziba rządu Dystryktu Federalnego. Miasto jest położone na Wyżynie Brazylijskiej, w środkowo-zachodniej części kraju. Szacuje się, że Brasilia jest trzecim najbardziej zaludnionym miastem w Brazylii.
Brasilia została zaprojektowana i wybudowana przez Lucio Costę, Oscara Niemeyera i Joaquima Cardozo w 1956 roku, w ramach planu przeniesienia stolicy Brazylii do bardziej centralnej lokalizacji.

## Geografia
Położona jest na wysokości ponad 1000 m n.p.m., na rozległym płaskowyżu Wyżyny Brazylijskiej, w środkowej części kraju, około 1000 km od wybrzeża morskiego i starej stolicy Rio de Janeiro.
W mieście znajduje się sztuczne jezioro, Jezioro Paranoa. Zostało ono zbudowane w celu zwiększenia dostępnej ilości wody oraz utrzymania wilgotności regionu. Jezioro posiada przystań dla wakeboarderów i windsurferów. W jeziorze można też nurkować, główną atrakcją jest Vila Amaury, wioska znajdująca się pod powierzchnią wody Jeziora Paranoa.

## Gospodarka
Brasília spełnia głównie funkcje administracyjne, ale jest również znaczącym ośrodkiem kulturalnym, transportowym (międzynarodowy port lotniczy, metro) i turystycznym.

## Historia
Idea przeniesienia stolicy Brazylii w głąb kraju pojawiła się już na początku XVIII w., ale dopiero w 1955 roku podjęto taką decyzję. Rok później prezydent Kubitschek podpisał akt założycielski. Plan urbanistyczno-architektoniczny miasta stworzyli dwaj brazylijscy architekci Lucio Costa (plan przestrzenny) i Oscar Niemeyer (budynki użyteczności publicznej). W projekcie tym wykorzystano najnowocześniejsze rozwiązania stosowane w urbanistyce i architekturze. Budowa miasta została rozpoczęta w 1956 r., a oficjalna inauguracja stolicy nastąpiła w 1960 r.
Założenie urbanistyczne miasta na planie nawiązującym do lecącego kondora lub samolotu: na osi dłuższej (wzdłuż skrzydeł) usytuowano dzielnice mieszkaniowe, wzdłuż osi krótszej (korpus) zlokalizowano budowle użyteczności publicznej (kulturalne, handlowe, sportowe, religijne), a na jej początku (głowa) budynki rządowe: Palácio da Alvorada (rezydencja prezydenta Brazylii i jego rodziny), Palácio do Planalto (pałac prezydencki, oficjalne miejsce pracy prezydenta Brazylii), siedzibę parlamentu, sąd najwyższy, katedrę Matki Bożej z Aparecidy, a także ambasady wielu krajów świata, w tym Polski.
Architektura Brasílii uznawana jest za przykład arcydzieła modernizmu XX wieku i została wpisana na międzynarodową listę dziedzictwa kultury UNESCO. Architektura stolicy Brazylii charakteryzuje się futurystycznymi budynkami ze stali, szkła, marmuru i betonu, wieżowcami, monumentalnymi alejami, prawie całkowitym brakiem chodników, przejściami podziemnymi pod trasami szybkiego ruchu i rozdziałem poszczególnych stref mieszkalnych, administracyjnych, handlowych, przemysłowych.
Przy okazji budowy nowej stolicy stworzono sztuczne jezioro Paranoá (Lago Paranoá) o powierzchni 37,5 km². Stało się ono jedną z atrakcji miasta i miejscem do uprawiania sportu. Dookoła akwenu znajdują się m.in. pałac prezydencki, restauracje, przystanie, a także prywatne wille.
To futurystyczne miasto modernizmu zostało zaprojektowane zgodnie z nowatorskimi wówczas ideami Le Corbusiera, Oscara Niemeyera, Lucio Costy, Karty Ateńskiej. Idee modernizmu zakładały konieczność zapewnienia mieszkańcom słońca, przestrzeni i zieleni, a także oddzielenie stref mieszkalnych od stref przemysłowych, administracyjnych i handlowych.
Poszczególne budynki są od siebie oddalone i pogrążone w zieleni, w związku z czym poruszanie się po mieście pieszo jest utrudnione. Takie ukształtowanie miasta było jednak planowane i podstawowymi środkami transportu zgodnie z założeniami są autobusy, taksówki i rowery, a także tramwaje i system metra. Ważną rolę pełni także lotnisko i dworzec kolejowy. Ponadto strefy mieszkalne, wśród których dominują bloki o różnej wysokości i standardzie, zostały zaprojektowane jako samowystarczalne jednostki mieszkaniowe, wyposażone w sklepy, przedszkola, apteki, przychodnie oraz skwery i boiska. Dzięki samowystarczalności jednostek mieszkalnych obywatele nie muszą oddalać się od swoich mieszkań ani korzystać z jakichkolwiek środków transportu, aby zaspokoić swe potrzeby, które mogą zrealizować na miejscu.
Nową stolicę państwa Brasilię wybudowano w rekordowym tempie trzech i pół roku. Sama budowa była przedsięwzięciem unikalnym i propagandowym w historii Brazylii. Władze podnosiły hasła o konieczności zrealizowania skoku cywilizacyjnego i zobowiązanie do „50 lat rozwoju w 5 lat”, czego symbolem miała stać się Brasilia. Materiały budowlane musiały być transportowane na plac budowy na pustkowiu często samolotami.
Modernistyczna i unikalna w skali świata koncepcja Brasílii okazała się kontrowersyjna, jednakże zyskała światową sławę stając się przedmiotem niekończącej się do dziś dyskusji architektów, publicystów i historyków i bywała chwalona, a także krytykowana jako miasto wybudowane wbrew potrzebom człowieka, przyrodzie i prawom ekonomicznym. Niezwykłą, futurystyczną architekturę modernistycznej Brasílii trafnie oddaje zdanie radzieckiego kosmonauty Jurija Gagarina, który odwiedził Brasilię w 1961 roku i stwierdził „Mam wrażenie, że wylądowałem na innej planecie, nie na Ziemi...”. Minister kultury Francji Andre Malraux stwierdził, że Brasilia to miasto nadziei. Sami Brazylijczycy zwykli określać swoją stolicę, miasto Brasilię jako fantastyczną wyspę (port. ilha da fantasia).

## Miasto w kulturze
Miasto Brasilia zostało sfotografowane podczas budowy i z okazji uroczystego otwarcia w 1960 roku przez szwajcarskiego artystę fotografa światowej sławy René Burri. Wykonane wtedy przez niego liczne, oryginalne fotografie zarówno czarno-białe jak i kolorowe zdobyły wtedy sławę i uznanie na świecie podobnie jak futurystyczne miasto, które uwiecznił.
Miasto Brasilia zostało uwiecznione, ze szczególną uwagą na przedstawienie oryginalnej modernistycznej architektury z różnych perspektyw, we francuskim filmie przygodowym Człowiek z Rio z 1964 roku.

## Populacja
Wykres liczby ludności na podstawie danych zebranych przez Instituto Brasileiro de Geografia e Estatística (w tys.)

## Miasta partnerskie
Miasta partnerskie Brasílii:
- Abudża, Nigeria
- Asuncion, Paragwaj
- Bruksela, Belgia
- Buenos Aires, Argentyna
- Chartum, Sudan
- Gaza, Autonomia Palestyńska
- Hawana, Kuba
- Kijów, Ukraina
- Luksor, Egipt
- Montevideo, Urugwaj
- Pretoria, RPA
- Santiago, Chile
- Singapur, Singapur
- Teheran, Iran
- Waszyngton, Stany Zjednoczone
- Wiedeń, Austria
- Xi'an, Chiny